# Высокотехнологичный сектор экономики
К высокотехнологичному сектору экономики относят отрасли высокого, высокого среднетехнологичного уровня и наукоёмкие сервисы. Высокотехнологичные отрасли отличаются высокой интенсивностью затрат на научные исследования и разработки (НИОКР), высока доля занятых с высшим образованием, а также более высокой инновационной активностью.

## Классификация ОЭСР
Высокотехнологичные отрасли выделены согласно классификации ОЭСР по соотношению затрат на НИОКР к добавленной стоимости:
- высокотехнологичные (биотехнологии и фармацевтика, самолеты и космические аппараты; приборостроение; радио, телевидение и оборудование связи; вычислительная техника) [8 % — 100 %);
- среднетехнологичные высокого уровня [2,5 % — 8 %);
- среднетехнологичные низкого уровня [1 % — 2,5 %);
- низкотехнологичные (0 % — 1 %).

## Классификация Росстата
Согласно последней классификации Росстата, основанной на методике ОЭСР и Евростата, выделены:
Отрасли высокого технологичного уровня (в начале указан код ОКВЭД):
- 21 Производство лекарственных средств и материалов, применяемых в медицинских целях
- 26 Производство компьютеров, электронных и оптических изделий
- 30.3 Производство летательных аппаратов, включая космические, и соответствующего оборудования

Отрасли высокого среднетехнологичного уровня
1. 20 Производство химических веществ и химических продуктов
2. 27 Производство электрического оборудования
3. 28 Производство машин и оборудования, не включенных в другие группировки
4. 29 Производство автотранспортных средств, прицепов и полуприцепов
5. 30 Производство прочих транспортных средств и оборудования, исключая 30.3
6. 32.5 Производство медицинских инструментов и оборудования
7. 33 Ремонт и монтаж машин и оборудования

Наукоемкие отрасли, включающие виды деятельности сферы услуг и отличаются максимальной долей занятых с высшим образованием в числе работников:
- 50 Деятельность водного транспорта
- 51 Деятельность воздушного и космического транспорта
- 61 Деятельность в сфере телекоммуникаций
- 62 Разработка компьютерного программного обеспечения, консультационные услуги в данной области и другие сопутствующие услуги
- 63 Деятельность в области информационных технологий
- 69 Деятельность в области права и бухгалтерского учета
- 70 Деятельность головных офисов; консультирование по вопросам управления
- 71 Деятельность в области архитектуры и инженерно-технического проектирования; технических испытаний, исследований и анализа
- 72 Научные исследования и разработки
- 75 Деятельность ветеринарная
- 78 Деятельность по трудоустройству и подбору персонала
- 85 Образование
- 86 Деятельность в области здравоохранения
- 87 Деятельность по уходу с обеспечением проживания
- 88 Предоставление социальных услуг без обеспечения проживания

Копирование методики ОЭСР не учитывает различий в действительной доле затрат на НИОКР в добавленной стоимости отраслей в разных странах. Так, для ряда отраслей в России эта доля существенно ниже обозначенных критериев.

## Роль в экономике
Доля высокотехнологичного сектора в России составляет около 22 % в валовом внутреннем продукте и превышает 34 % в численности работников. Можно говорить о слабой, но положительной динамике сектора и увеличении его роли в экономике России. Доля сектора с 2010 г. выросла в объеме государственных закупок и поступлениях налога на прибыль, но сократилась в общем объеме экспорта и в числе новых фирм.
При сравнении с другими странами в России средний уровень развития сектора высоких технологий. В среднем по Европейскому Союзу (28 стран) доля занятых в высокотехнологичном секторе — 45,8 %, а в России — 34,3 %. Из России экспортируется менее 0,5 % от высокотехнологичной продукции мира, причем преимущественно в сфере военных технологий, а доля высокотехнологичного импорта превышает 60 %. По доле высокотехнологичных и среднетехнологичных видов деятельности в обрабатывающей промышленности Россия занимает 48-е место (44-е в 2016 г.) в мире, уступая всем странам БРИКС и многим восточно-европейским государствам.